# Naturschutzgebiet Unterer Bewerbach
Koordinaten: 51° 36′ 58″ N, 7° 54′ 31″ O
Das Naturschutzgebiet Unterer Bewerbach liegt auf dem Gebiet der kreisfreien Stadt Hamm in Nordrhein-Westfalen.
Das aus  vier Teilflächen bestehende rund 58,16 ha große Gebiet, das im Jahr 1999 unter der Schlüsselnummer HAM-027 unter Naturschutz gestellt wurde, erstreckt sich nördlich und nordöstlich von Wambeln, einem Ortsteil von Hamm, entlang des Bewerbaches. Nordwestlich des Gebietes verläuft die A 2, westlich erstreckt sich das rund 25,3 ha große Naturschutzgebiet Rehwiese und südwestlich das rund 95,72 ha große Naturschutzgebiet Oberer Bewerbach.